# Wilhelm Filla

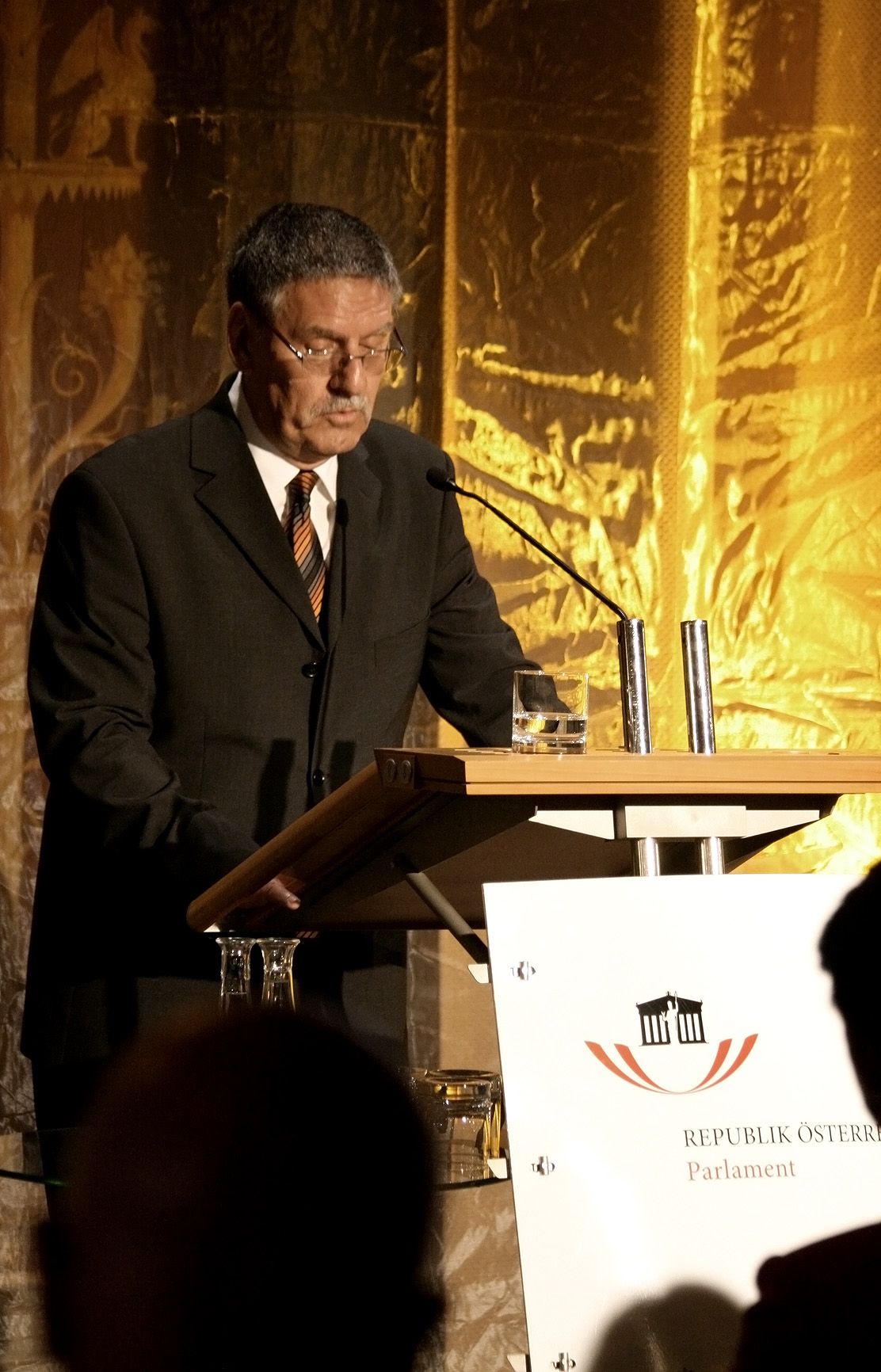
Wilhelm Filla (Verleihung des Fernsehpreises der Österreichischen Erwachsenenbildung 2011)

Wilhelm Filla (* 31. Mai 1947 in Kärnten; † 23. Juni 2016 in Wien) war ein österreichischer Erwachsenenbildner.

## Leben
Filla studierte Soziologie an der Universität Wien. Er war von 1974 bis 1979 Direktor der Volkshochschule Hietzing, danach bis April 2012 Generalsekretär des Verbandes Österreichischer Volkshochschulen und Herausgeber der Zeitschrift Die Österreichische Volkshochschule. Magazin für Erwachsenenbildung. Filla war ab 2000 Lehrbeauftragter an der Universität Graz und ab 2002 an der Universität Klagenfurt. Er wurde auf dem Kagraner Friedhof bestattet.

## Auszeichnungen
- 1982: Förderungspreis für Erwachsenenbildung
- 2005: Preis der Stadt Wien für Volksbildung
- 2012: Großes Ehrenzeichen für Verdienste um die Republik Österreich
- 2015: Bruno-Kreisky-Preis für das politische Buch

## Publikationen
- mit Erich Leichtenmüller, Aladar Pfniß: Bildung für alle. Festschrift aus Anlaß 35 Jahre Verband österreichischer Volkshochschulen. Verlag G. Grasl, Baden-Wien 1985.
- Aufklärer und Organisator. der Wissenschaftler, Volksbildner und Politiker Ludo Moritz Hartmann. Verband Wiener Volksbildung, Picus-Verlag, Wien 1992, ISBN 3-85452-234-7.
- mit Elke Gruber, Jurij Jug: Erwachsenenbildung in der Aufklärung. Verband Österreichischer Volkshochschulen, Promedia Verlag, Wien 1996.
- Erwachsenenbildung von 1848 bis 1900. Verband Österreichischer Volkshochschulen, Studien-Verlag, Innsbruck 1998, ISBN 3-7065-1268-8.
- Wissenschaft für alle – ein Widerspruch? Bevölkerungsnaher Wissenstransfer in der Wiener Moderne. Ein historisches Volkshochschulmodell. Edition Volkshochschule, Wien 2001, ISBN 3-7065-1389-7.
- Wissen als Chance. Erwachsenenbildung zwischen beruflicher Qualifizierung und allgemeiner Bildung. Verband Österreichischer Volkshochschulen, Wien 2008, ISBN 978-3-902022-24-0.
- Der lange Aufstieg der Kärntner Volkshochschulen. Vorgeschichte und 60 Jahre Landesverband Kärntner Volkshochschulen. Festschrift, Die Kärntner Volkshochschulen, Klagenfurt am Wörthersee 2015, ISBN 978-3-200-04330-5.

## Filme
- Robert Streibel: Starker Tobak – Kurzfilm der VHS Hietzing zum 60. Geburtstag, mit Barbara Rett, Wilhelm Filla, Manfred Schindler, Wien 2007. Online youtube.com 9:45min